# Albin Mikulič
Albin Mikulič, slovenski častnik, zgodovinar in veteran vojne za Slovenijo, * ?.
Je kustos v Vojaškem muzeju SV.

## Odlikovanja in nagrade
Leta 2005 je prejel častni znak svobode Republike Slovenije z naslednjo utemeljitvijo: »za izjemne zasluge pri uveljavljanju in obrambi samostojnosti in suverenosti Republike Slovenije«.